# Puma (blindé)
Pour les articles homonymes, voir Puma (homonymie).
Le Puma est un véhicule de combat d'infanterie allemand produit par la société Krauss-Maffei Wegmann et destiné à remplacer le Marder, des années 1970, au sein de la Bundeswehr.

## Histoire

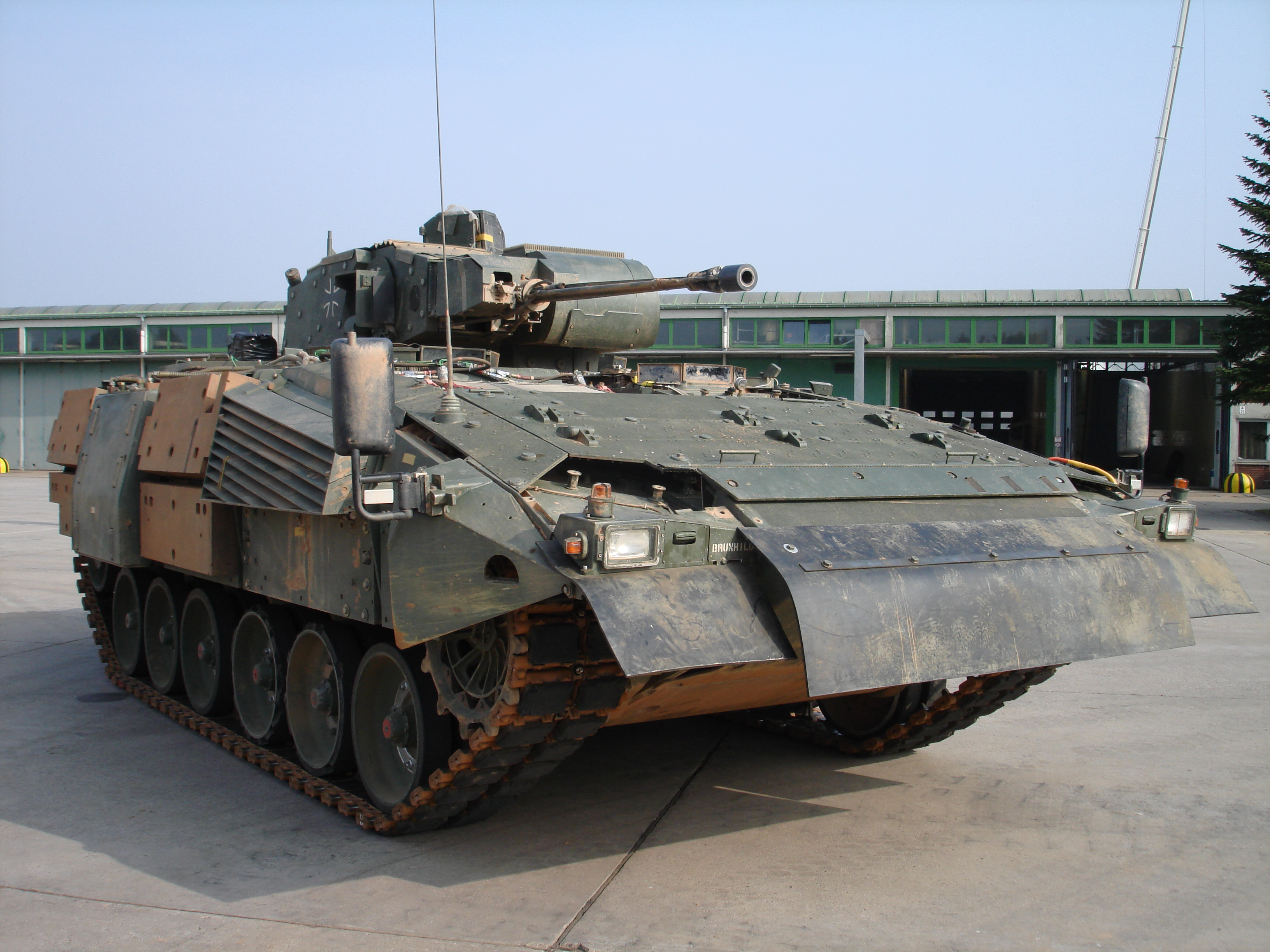
Photo du Vorserienfahrzeugs 02 (VS02) (ou en français véhicule de présérie 02) a été prise lors de la journée portes ouvertes du WTD 41 à Trèves en septembre 2009.Notez le surnom "Brunhild" à l'avant droit du véhicule.

En juillet 2009, le gouvernement allemand passe commande de 405 exemplaires du Puma pour un montant de 3,1 milliards d'euros. Les deux premiers exemplaires sont réceptionnés en décembre 2010.
En octobre 2011, l'Allemagne ramène sa commande de 405 à 350 exemplaires.
Sur les 71 Puma livrés en 2017, 27 sont opérationnels.
Le véhicule de combat d'infanterie Puma, en proie à de nombreux problèmes techniques, n'a été déclaré prêt au combat qu'en 2021.
En mars 2022, sur les 350 blindés livrés, 150 peuvent être engagés au combat.
En décembre 2022, il est révélé que lors d'un entraînement avec 18 véhicules de combat, plus aucun d'entre eux n'était opérationnel au bout de quelques jours.

## Caractéristiques

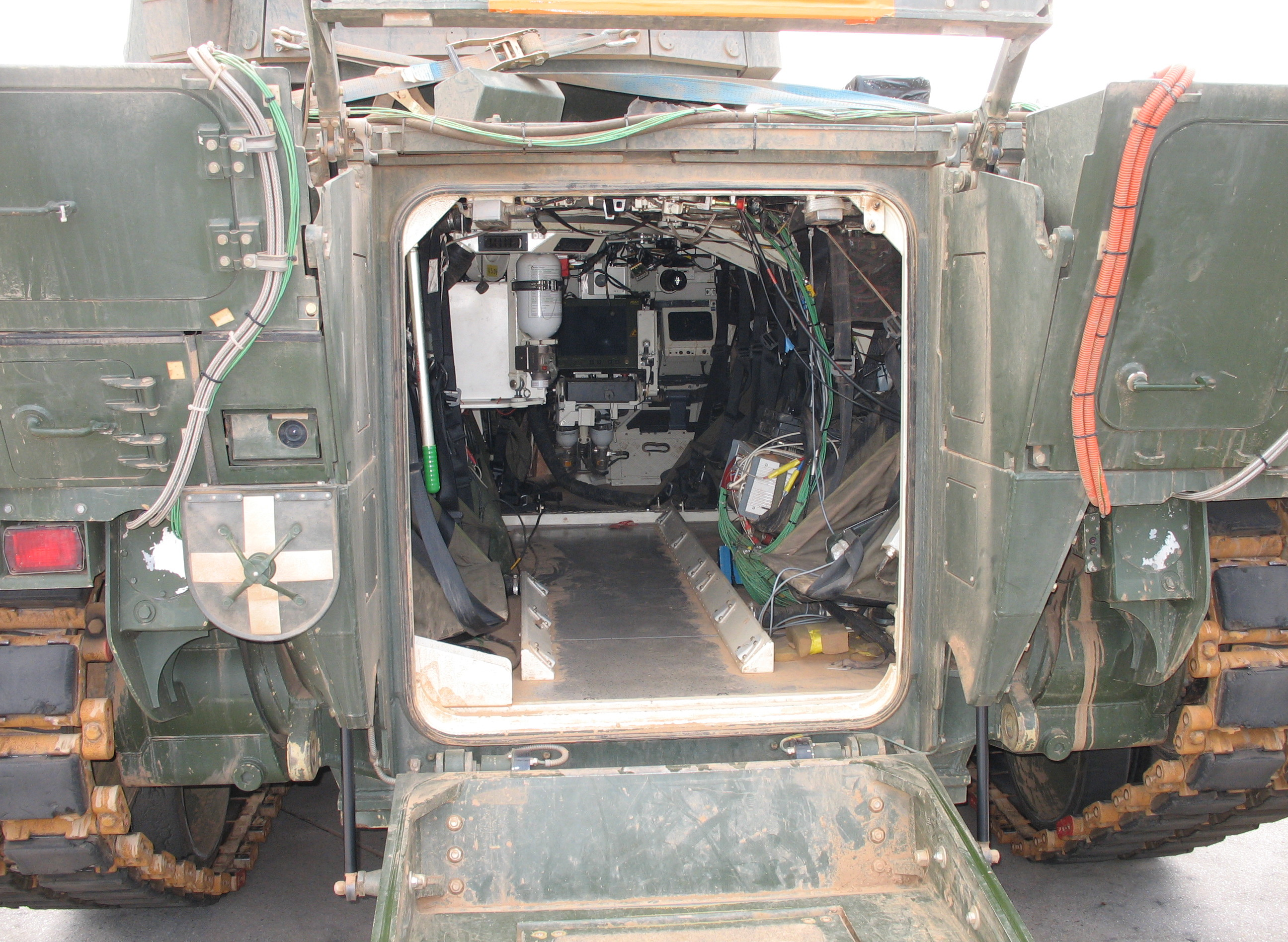
Intérieur d'un prototype de Puma.

Pouvant transporter six fantassins en plus des trois membres d'équipage, il est équipé d'un canon automatique de 30 mm et pèse entre 29,4 et 43 tonnes selon le niveau de protection. Contrairement au VBCI et au Boxer, il est chenillé. Certains sont armés d'une tourelle lance-missiles antichars MELLS emportant deux Spike.
Le canon automatique utilise des obus 30 × 173 mm et a une portée effective de 3 000 m. Lors d'essais sur huit cibles situées entre 1 200 et 1 800 m sur lesquelles cinq coups par cible ont été tirés, 37 obus sur 40 les ont atteintes.
Il est prévu pour être aérotransportable dans un A400M, les blindages pouvant être ajoutés sur le champ de bataille. Un blindage réactif de la société Dynamit Nobel Defense équipe les blindés allemands depuis la fin des années 2010

### Mobilité
Outre la protection, la mobilité est l'une des principales caractéristiques de Puma.
L'unité de propulsion située à l'avant droit de la coque se compose d'un bloc d'alimentation à haute densité de puissance avec un générateur à volant d'inertie à disque et un système de refroidissement intégré. En raison de la conception compacte, un système de refroidissement frontal a été choisi. Il est directement relié au bloc d'alimentation, ce qui évite l'accès difficile à de longs tuyaux. En outre, la zone arrière du véhicule peut être utilisée pour stocker des équipements personnels ou d'autres composants du véhicule.
Le moteur diesel 10 cylindres MT892KA-501-A de 1 088 ch à injection directe construit par MTU Friedrichshafen, deux turbocompresseurs à l'échappement avec turbocompresseurs à géométrie variable et refroidissement intermédiaire permet d'atteindre une vitesse maximale de 70 km/h. En raison de la cylindrée relativement faible de 11,1 litres, la puissance nécessaire doit être produite principalement par le régime du moteur. C'est pourquoi le moteur a un régime nominal de 3 800 tr/min.
Le moteur diesel transmet la puissance à une transmission moderne HSWL 256 à changement de vitesses, inversion de marche et direction hydrodynamique, construite par Renk. La transmission à six vitesses est dotée d'un jeu de pignons d'inversion, de sorte que les vitesses avant et arrière fournissent pratiquement la même puissance de traction. En raison des contraintes automobiles, les cinquième et sixième vitesses sont verrouillées électroniquement. La transmission se compose d'un répartiteur à deux vitesses, d'une marche arrière, d'une transmission à trois vitesses et d'un embrayage.
Le système de direction hydrostatique/hydrodynamique en croix assure une direction à variation continue du véhicule. Grâce à une unité de direction compacte hydrostatique entraînée directement par le moteur principal, l'arbre zéro tourne à une vitesse proportionnelle à l'angle de braquage. Il utilise des pignons intermédiaires pour entraîner les pignons solaires gauche et droit du système de direction différentielle dans la direction opposée à la même vitesse de rotation.

### Moyens d'observations

#### Optique panoramique PERI RTWL

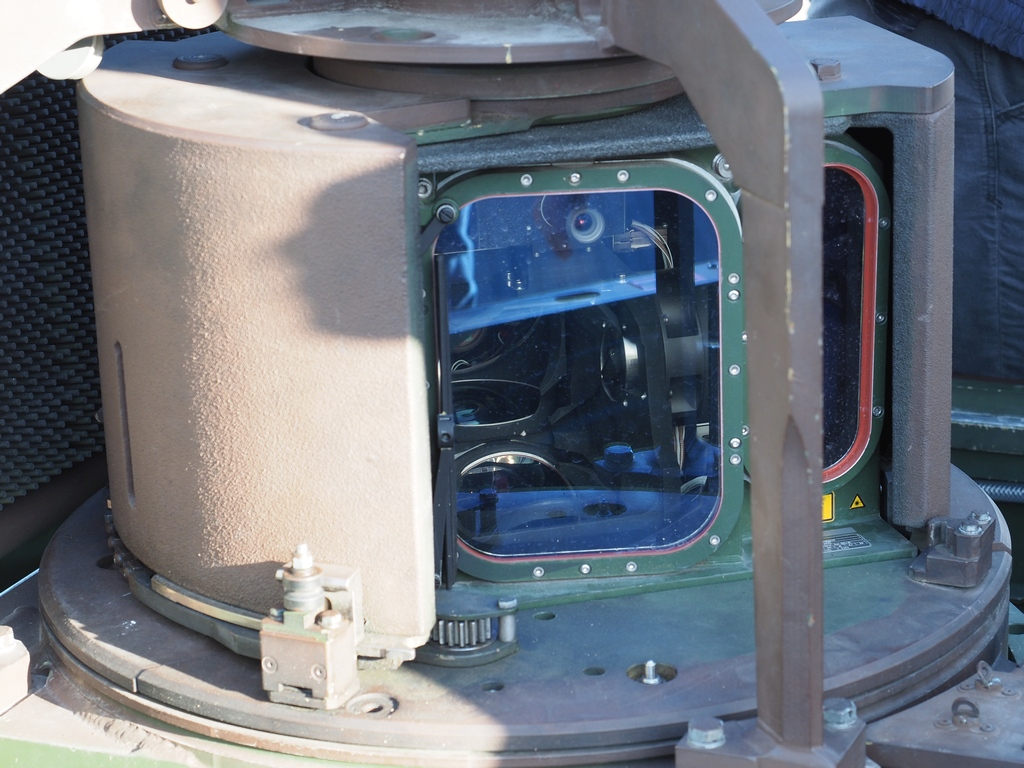
Hensoldt PERI RTWL sur Puma

Le PERI RTWL est produit par Hensoldt, il est gyrostabilisé à 360°, il est le principal instrument optique du commandant. Il lui permet d'observer et de détecter indépendamment de la tourelle. Il est monté sur le dessus de la tourelle. Cette solution permet le transfert d'images de la tourelle directement vers le compartiment de combat. Le PERI-RTWL possède trois champs de vision. En appuyant sur un bouton, le commandant peut faire tourner la tourelle sur une cible. Le PERI-RTWL est doté d'un viseur de jour en verre optique à haute résolution qui peut être affiché sur tous les écrans du véhicule par le biais de la caméra vidéo CCD. Grâce à l'oculaire pivotant, le PERI-RTWL peut être utilisé par le commandant ou le tireur. Des mini-écrans sont utilisés afin de diffuser les images de l'oculaire, ce qui permet d'observer les images de la caméra thermique et de la caméra vidéo CCD. La plage d'élévation du PERI-RTWL est comprise entre -15° et +45°. L'optique possède le laser LDM 38 d'un portée de plus de 5 000 mètres,,.

#### Équipement optronique du tireur

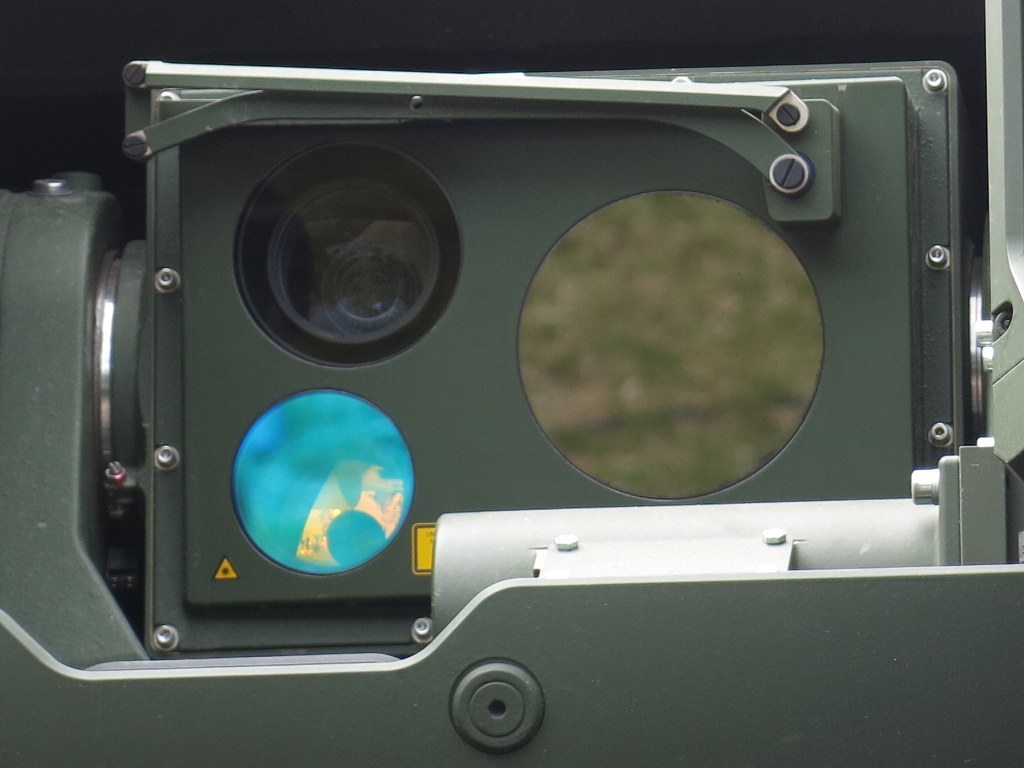
Équipement optronique du tireur

L'équipement optronique du tireur possède un canal diurne dans son viseur ; il dispose également d'une plage d'élévation entre -15 et +45°. Il est situé dans la zone gauche de l'avant de la tourelle et est recouvert d'un couvercle mobile lorsqu'il n'est pas utilisé. L'optique possède quatre champs de vision, permettant de faire de l'observation, de la reconnaissance, de l'identification et de l'engagement de cible, de jour comme de nuit. Outre la caméra vidéo couleur, l'équipement optronique du tireur comprend également une caméra thermique ATTICA. L'optique, comme le PERI RTWL possède le laser LDM 38, il transmet les données relatives aux cibles directement à la conduite de tir et au système de gestion du champ de bataille,.

#### Épiscopes
Le pilote dispose de trois épiscopes et un appareil de vision nocturne peut être installé dans l'épiscope central. Le commandant, lui, possède six épiscopes. Quatre épiscopes sont disposés dans le compartiment d'infanterie. 
Pour utiliser les épiscopes du compartiment de combat la nuit, il est possible d'installer des dispositifs de vision nocturne. Dans ce cas, le miroir de rabat et le filtre de protection laser doivent être retirés. Le dispositif de vision nocturne peut être fixé à l'aide de deux vis sur les points de montage du filtre de protection laser,. 

#### Système d'observation optronique
Dépendant des versions, le Puma possède de cinq (standard) à dix caméras (VJTF) CCD, couvrant une zone de 270° à 360°. Leurs images sont visibles au poste de conduite, sur deux écrans de 12 pouces pour l'escouade d'infanterie dans le compartiment de combat arrière, ainsi qu'aux postes du commandant et du tireur. La caméra de recul montée au-dessus de la rampe arrière est principalement destinée au conducteur : lorsqu'il recule, les images de cette caméra s'affichent sur son unité de commande et d'affichage. 
Le VJTF améliore la visibilité diurne du conducteur en intégrant trois modules de caméra dans la zone avant du véhicule et trois écrans LCD de 8,5 pouces sous ses trois blocs de vision. Au total, cinq modules de caméra sont disposés à l'arrière du véhicule pour offrir la meilleure vue possible des zones arrière et latérales. En outre, une lumière infrarouge pour éclairer la zone arrière et une caméra à rampe y sont également situées. Les images des modules de caméra sont disponibles au poste de conduite, sur les deux écrans dans le compartiment arrière et sur les deux postes de l'opérateur de tourelle. Sur les nouveaux écrans tactiles couleur situés dans le compartiment arrière, il est possible de zoomer en permanence sur l'image à n'importe quel endroit. En outre, les écrans peuvent afficher la vue parallèle et la vue d'instruction du PERI RTWL, la vue parallèle du viseur du tireur ainsi que le système intégré de commandement et d'information (IFIS). Chacun des dix modules de caméra est constitué d'une caméra de vision diurne grand angle et d'un imageur thermique non refroidi. Afin de fournir aux soldats les avantages spécifiques des deux vues simultanément, les vues de jour sont fusionnées avec les vues de nuit. Tous les modules de caméra sont également équipés d'un système de nettoyage,.

### Armement

#### Canon automatique
Le canon automatique MK 30-2/ABM de 30 mm construit par Rheinmetall Waffe Munition permet d'engager des cibles avec une forte probabilité de réussite, que ce soit à l'arrêt ou à grande vitesse et dans une plage d'élévation allant de -10° à +45°. Il est entièrement stabilisé dans une tourelle téléopérée pivotant à 360°, il peut donc tirer en roulant, contrairement au Marder qui lui doit s'arrêter. Conçu pour tirer des munitions de calibre 30 × 173 mm, il a été optimisé pour un obus spécial à fusée et énergie cinétique (Kinetic Energy Time Fuze (KETF)). En outre, il peut tirer des obus flèches (APFSDS-T), ainsi que des munitions de plein calibre pour l'entraînement sur cible avec traceur (TP-T). La vitesse initiale des munitions APFSDS-T est de 1 400 m/s et  de 1 100 m/s lorsque l'on utilise des munitions de plein calibre. Le canon automatique permet d'engager des véhicules de tout type à des distances allant jusqu'à 2 500 mètres. En fonction du niveau de protection de la cible, les munitions sont suffisamment efficaces pour détruire un véhicule ou au moins le contraindre à interrompre sa mission en raison de la destruction des optiques et des équipements radio. Les munitions KETF, souvent appelées "airburst munitions (en)" (ABM), sont dotées d'une fusée programmable et peuvent donc être utilisées contre des cibles dispersées sur une zone, telles que l'infanterie débarquée ou des cibles à couvert. Il est également possible d'engager facilement des hélicoptères et des drones (Unmanned Aerial Vehicle (UAV) jusqu'à une distance de 3 000 mètres. Les munitions KETF fonctionnent en dispersant avec précision une variété de sous-projectiles en tungstène devant la cible après un temps de vol précalculé à une distance déterminée devant la cible ; ces sous-projectiles étant propulsés par une faible charge. Les sous-projectiles individuels sont stabilisés par rotation du projectile et volent vers la cible dans une formation conique étroite.
Dans le cas des munitions ABM, après avoir déterminé la distance jusqu'à la cible à l'aide d'un télémètre laser intégré ainsi que le type de cible, le système de conduite de tir (Fire Control System (FCS)) calcule la séquence d'engagement optimale comprenant le type de munitions et la distance de désintégration. En faisant varier le délai programmable lié au déploiement des munitions, contrôlé par l'ordinateur de conduite de tir, il est possible de répondre à une variété de scénarios de cibles préprogrammés : 
- Cibles ponctuelles en tir unique

- Cibles ponctuelles en tir rapide à un coup

- Engagement de cibles éloignées en faisant varier la distance de désintégration en mode de tir rapide à un coup.

- Engagement de cibles très étendues en faisant varier le point de visée de l'arme et la distance de désintégration.

Chaque fois qu'un obus KETF est tiré, les systèmes de mesure et de programmation situés dans la bouche du canon et l'électronique ABM (airbust) correspondant située à l'arrière de la tourelle, sous la zone de stockage des munitions, mesurent avec précision la vitesse initiale du projectile. L'électronique ABM communique directement avec l'ordinateur de commande de la tourelle et de conduite de tir. En fonction des influences balistiques internes, telles que les variations de température de la poudre et l'abrasion du canon, la vitesse mesurée peut s'écarter de la vitesse initiale déterminée dans des conditions normales. Cela peut signifier que le point de désintégration est trop court ou trop éloigné pour que les munitions KETF aient un impact maximal. En plus de la distance mesurée par rapport à la cible, l'électronique de l'ABM tient compte de ces écarts pour recalculer le point de désintégration optimal, qu'elle transmet à la base de mesure et de programmation (measurement and programming base (MPB)). La MPB programme la fusée électronique du projectile par induction et indépendamment de la cadence de tir. Comme chaque projectile est programmé individuellement pendant le tir, la procédure permet un degré élevé de précision en ce qui concerne le moment et le lieu de la désintégration, ce qui se traduit par une grande précision et une létalité élevée.
Le canon automatique et ses principaux sous-ensembles, à savoir le boîtier de l'arme, le canon avec frein de bouche, les capteurs de mesure et l'unité de programmation, l'électronique ABM et le système d'alimentation à double courroie, sont montés dans le berceau de l'arme, qui est doté de roulements pivotants largement dimensionnés de part et d'autre de la section arrière. Le palier pivotant de gauche est l'engrenage d'entraînement, qui s'emboite avec l'engrenage de mesure de haute précision pour la détermination de la position et de la masse d'élévation. Sur la plan de leur géométrie, les paliers sont conçus de manière que les munitions soient introduites par le palier gauche de l'arme et que les cartouches usagées et les maillons soient éjectés par le palier droit. Chaque goulotte de munitions est équipée d'un séparateur de courroie pour assurer une désintégration fiable. Un éjecteur de douilles mécanique équipé d'un actionneur synchronisé avec le signal de tir assure un retrait compatible avec le système des cartouches et maillons usagés,.

#### Mehrrollenfähiges Leichtes Lenkflugkörper-System (MELLS)

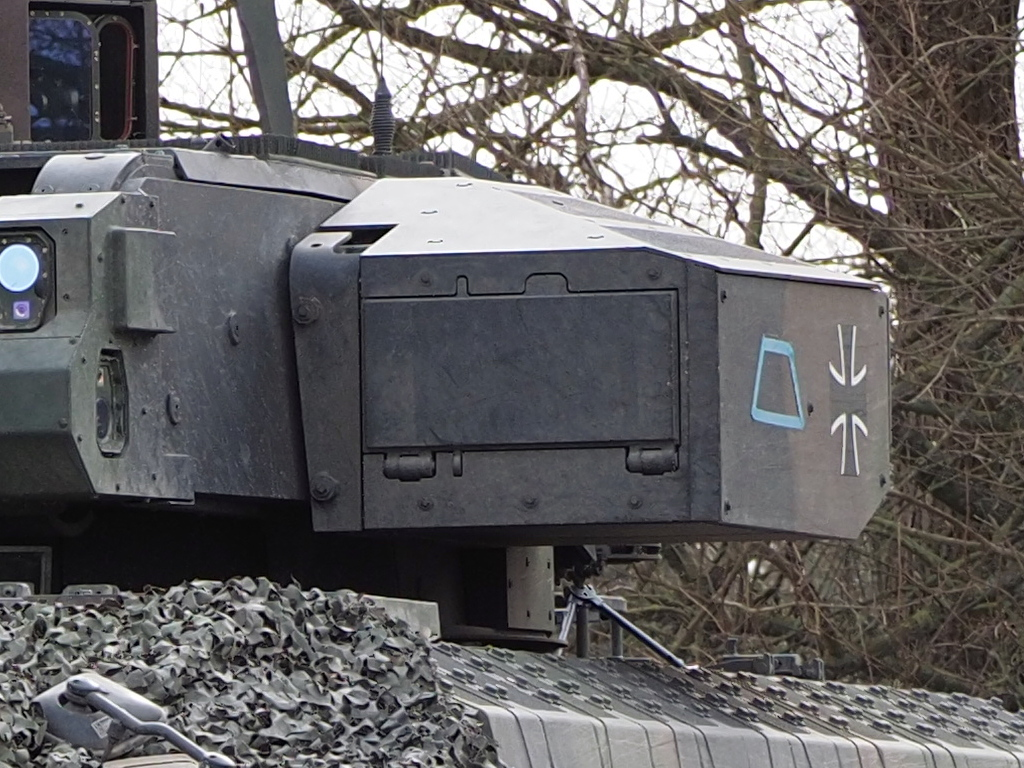
Lanceur MELLS.

En 2008, la Bundeswehr a commandé le système MELLS, qui est composé de Spike LR (Long Range) fabriqué EuroSpike GmbH. Les deux missiles se trouvent sur le flanc gauche de la tourelle. Le système MELLS est protégé par un cadre vibratoire interne découpé et amorti pendant la conduite. Ils peuvent être utilisés pour engager des véhicules blindés, des hélicoptères ou des fortifications. Il dispose d'un autodirecteur avec caméra vidéo CCD, d'un viseur thermique et il est relié au système d'arme par fibre optique. Pendant la phase de vol du missile, l'image de l'autodirecteur est affichée sur les moniteurs existants du véhicule. Les informations relatives à l'état de vol sont disponibles sur le panneau de commande du système du commandant ou du tireur. Après une distance de vol de 4 300 m, la fibre optique est coupée. Les images sont affichées en temps réel sur l'écran du tireur, qui dispose des modes suivants lorsqu'il s'agit d'attaquer des cibles blindées lourdes :
- Mode « tirer et oublier » : Permet au missile guidé de suivre la cible de manière autonome après l'avoir verrouillée.
- Mode « tir et observation » : Le système permet de contrôler et, ou de surveiller la trajectoire de vol après le verrouillage de la cible, y compris la possibilité de changer de cible.
- Mode de pilotage : Permet le lancement et le guidage du missile guidé sans affectation préalable d'une cible.

En plus de la capacité de base de tir et d'oubli, le principe de guidage et les modes d'opérations du Spike LR permettent d'engager des cibles dissimulées, de lancer des contre-mesures et d'interrompre des missions. La capacité de correction du point de visée le long de toute la trajectoire de vol offre une grande précision et une forte probabilité de destruction avec la puissante ogive. Le missile Spike LR détecte une cible avec un système d'imagerie thermique pour la vision diurne. Le missile est activé après qu'une décision a été prise concernant l'engagement de la cible. Un réticule affiché dans le viseur est attribué à la cible par le tireur. Il en résulte que la cible est alors verrouillée dans l'autodirecteur et que tout suivi de cible par la suite s'effectue essentiellement automatiquement. Ensuite, le missile peut être tiré sur une trajectoire en arc de cercle pour s'approcher de la cible par le haut. Pendant ce processus, le tireur voit l'image de la cible assignée à partir de la caméra de l'autodirecteur. Des corrections de trajectoire sont possibles à tout moment après l'affectation et le lancement du Spike, jusqu'à peu de temps avant l'impact. La mission peut être interrompue ou redirigée vers une autre cible. La possibilité de corriger le point d'impact juste avant l'impact permet de guider le missile avec une précision absolue vers le point faible de la cible et d'obtenir ainsi un effet maximal,.

### Système de protection active Multifunktionales Softkill System (MUSS)
La protection du Puma est complétée par le système de protection active MUSS (en) qui contre les missiles guidés antichars grâce à un brouilleur IR et un brouillard multispectral. Il n'a pas pour mission de détruire le missile en approche, mais de le confondre et de provoquer son autodestruction sans toucher le véhicule. Le système se compose de l'électronique centrale, de quatre capteurs, d'un brouilleur IR avec l'électronique correspondante, d'une unité de contrôle et de deux jeux de quatre lances pot fumigènes à l'arrière de la tourelle. Les quatre capteurs comportent un capteur d'alerte missile et laser. Le capteur d'alerte de missile passif fonctionne dans la partie aveugle au soleil du spectre ultraviolet, surveillant en permanence la zone environnante. En revanche, le capteur d'alerte laser comprend un élément détecteur doté d'une sensibilité et d'une résolution angulaire. Les données des capteurs sont transmises à l'électronique centrale, où elles sont traitées. Ensuite, les menaces laser et missiles — y compris des informations détaillées sur le type de menaces et leur direction — sont transmises à l'unité de contrôle qui décide des contre-mesures appropriées. Les fumigènes sont optimisés pour générer rapidement une fumée efficace dans le spectre visible et infrarouge, perturbant les missiles à guidage thermique,.

## Commandes

### Utilisateur actuel
- Allemagne : 350 exemplaires commandés[3] (405 initialement[2])

### Propositions à l'exportation
- Canada : Afin d'accompagner le char Leopard 2 au combat, le ministère de la Défense avait cherché à partir de 2008 à disposer de blindés légers. Le contrat potentiel concernait 108 véhicules et 30 en option. Le Puma, le CV90 et le Véhicule blindé de combat d'infanterie sont alors candidats[26],[27],[28],[29]. Mais finalement, le VBL III est remis à jour et le projet de véhicule chenillé abandonné.

- États-Unis : l'armée américaine cherche à remplacer ses M113 et ses M2/M3 Bradley dans le cadre du programme GCV Infantry Fighting Vehicle (en). SAIC en association avec Boeing proposent un dérivé du Puma[30]. Mais ce programme est abandonné en 2014[31].

## Abréviations et glossaire
- Office fédéral des techniques d'armement et de l'approvisionnement (BWB) — Commandement du matériel et des achats des forces armées allemandes
- Very High Readiness Joint Task Force (VJTF) —  Force opérationnelle interarmées à très haut niveau de préparation